# Prestigio encubierto
En sociolingüística, el prestigio encubierto (covert prestige en inglés) es un término que se utiliza para indicar ciertos usos del lenguaje que no son normativos y que el hablante utiliza con la finalidad de marcar alguna diferenciación social, regional, sexual, entre otros.
El prestigio encubierto se contrapone al prestigio sociolingüístico o abierto, y surge con la finalidad de explicar los comportamientos en el habla que se la alejan de la norma.
Pese a que el prestigio encubierto puede aparecer en los dos sexos, es en el masculino donde suele quedar más patente desde un punto de vista cuantitativo.

## Ejemplos
- Ejemplos de prestigio encubierto podrían ser la exageración de un acento y el uso de modismos para hacer notar a qué región se pertenece.

- Otro ejemplo notorio es el uso de lenguaje soez con fines laudatorios o de admiración entre hablantes de igual estatus social.

¡Qué bueno eres, hijodeputa! (España)
¿Qué onda, ca[brón]? (México)